# Markucie (Białoruś)
Markucie (biał. Маркуці, Markuci; ros. Маркути, Markuti) – wieś na Białorusi, w obwodzie grodzieńskim, w rejonie lidzkim, w sielsowiecie Wawiórka.

## Historia
W XIX i w początkach XX w. położone były w Rosji, w guberni wileńskiej, w powiecie lidzkim, w gminie Wawerka/Myto.
W dwudziestoleciu międzywojennym okolica szlachecka leżąca w Polsce, w województwie nowogródzkim, w powiecie lidzkim, w gminie Myto/Wawiórka. W 1921 miejscowość liczyła 119 mieszkańców, zamieszkałych w 18 budynkach, wyłącznie Polaków. 118 mieszkańców było wyznania rzymskokatolickiego i 1 prawosławnego.
Po II wojnie światowej w granicach Związku Sowieckiego. Od 1991 w niepodległej Białorusi.